# Phyllophaga solavegana
Phyllophaga solavegana är en skalbaggsart som beskrevs av Moron 2000. Phyllophaga solavegana ingår i släktet Phyllophaga och familjen Melolonthidae. Inga underarter finns listade i Catalogue of Life.